# لغات بلا أزمنة
في علم اللغويات، اللغة التي لا تستخدم الازمنة هي لغة لا تحتوي على فئة نحوية زمنية. يمكن لهذه اللغات ان تعبر عن  الزمن، لكنها تفعل ذلك باستخدام العناصر المعجمية مثل الظروف أو الأفعال، أو عن طريق الدمج بين المظاهر، والطباع، والكلمات التي تحدد المرجع الزمني. من الأمثلة على اللغات التي لا تستخدم الازمنة  اللغة البورمية، الديربلية، معظم اللهجات الصينية والماليزية (بما في ذلك الإندونيسية ) والتايلاندية والفيتنامية وفي بعض التحليلات اللغة الجرينلاندية  والغوارانية.